# 해머폴
해머폴(HammerFall)은 스웨덴 메탈 밴드이다.